# 伊奇凱特穆哈鷲峰國家公園
3°23′34″S 78°6′49″W / 3.39278°S 78.11361°W
伊奇凱特穆哈鷲峰國家公園是秘魯的國家公園，位於該國北部亞馬遜大區，處於亞馬遜大區，覆蓋孔多爾山脈，成立於2007年8月10日，面積885平方公里。